# Österrike i olympiska vinterspelen för ungdomar 2016
Österrike deltog i de olympiska vinterspelen för ungdomar 2016 i Lillehammer i Norge som avgjordes 12–21 februari 2016. Truppen bestod av 35 aktiva. Österrike tog två guld, tre silver och fem brons.

## Medaljörer[2]
| Medalj | Namn                                     | Sport            | Gren                                | Datum       |
| ------ | ---------------------------------------- | ---------------- | ----------------------------------- | ----------- |
| Guld   | Nadine Fest                              | Alpin skidåkning | Flickornas super-G                  | 13 februari |
| Guld   | Manuel Traninger                         | Alpin skidåkning | Pojkarnas slalom                    | 19 februari |
| Silver | Julia Scheib                             | Alpin skidåkning | Flickornas super-G                  | 13 februari |
| Silver | Manuel Traninger                         | Alpin skidåkning | Pojkarnas kombination               | 14 februari |
| Silver | Mercedes Schulte                         | Bob              | Flickornas monobob                  | 20 februari |
| Brons  | Manuel Traninger                         | Alpin skidåkning | Pojkarnas super-G                   | 13 februari |
| Brons  | Lara Wolf                                | Freestyle        | Flickornas halfpipe                 | 14 februari |
| Brons  | Madeleine Egle                           | Rodel            | Flickornas singel                   | 15 februari |
| Brons  | Theresa Schafzahl                        | Ishockey         | Flickornas individuella skicklighet | 16 februari |
| Brons  | Julia Huber Florian Dagn Clemens Leitner | Backhoppning     | Lag mix                             | 18 februari |